# Rolf Badstübner
Hermann Rolf Badstübner (* 25. Oktober 1928 in Leipzig; † 2. Juni 2024 in Berlin) war ein deutscher Historiker.

## Leben und Wirken
Rolf Badstübner wurde als einziges Kind in eine Leipziger Beamtenfamilie geboren. Als Oberschüler diente er in der Endphase des Zweiten Weltkrieges in der Heimflak, im Reichsarbeitsdienst und schließlich als Soldat in der Armee Ferdinand Schörners. Von 1945 bis 1948 arbeitete Badstübner im Kreis Eisenberg in der Landwirtschaft, Industrie und im Großhandel. Nach einer Lehre zum Stuckateur in Leipzig kam er im August 1946 nach Berlin, wo er als Büroangestellter tätig war und 1949 in einer Vorklasse der Pädagogischen Hochschule von Groß-Berlin die Hochschulreife erlangte. Anschließend studierte Badstübner zwei Semester Pädagogik und Germanistik und meldete sich 1950 zu einem dreijährigen Ehrendienst bei der Volkspolizei. Von 1953 bis 1957 studierte er schließlich Geschichte an der Humboldt-Universität zu Berlin. 
Nach dem Staatsexamen arbeitete Badstübner von 1957 bis 1960 am Deutschen Institut für Zeitgeschichte, seit Herbst 1960 dann als wissenschaftlicher Assistent am Institut für Geschichte der Deutschen Akademie der Wissenschaften zu Berlin. Im Februar 1961 wurde er in die außerplanmäßige wissenschaftliche Aspirantur aufgenommen und im Mai 1963 an der Humboldt-Universität mit einer von Walter Bartel betreuten Arbeit über Die antinational-restaurative Verschwörung an Rhein und Ruhr zur Verhinderung der geschichtlichen Wende in ganz Deutschland (1945–1947) promoviert. 
Im Februar 1968 habilitierte er sich mit einer – zusammen mit Siegfried Thomas verfassten – Studie über Die Spaltung Deutschlands 1945–1949, die bereits 1966 erschien. Anschließend war Badstübner Professor am Zentralinstitut für Geschichte an der Akademie der Wissenschaften der DDR und übernahm 1971 die Leitung der dortigen zeitgeschichtlichen Abteilung. Schwerpunkt seiner Arbeit waren und sind Studien über die deutsche Nachkriegsgeschichte, vor allem die Geschichte der deutschen Teilung. 1984 erhielt er den Nationalpreis der DDR III. Klasse für Wissenschaft und Technik.
Nach der Abwicklung des Akademie-Instituts trat Badstübner Ende 1991 in den Vorruhestand. Seine Publikationen stießen bei der Neuen Linken auf breite Resonanz.

## Veröffentlichungen
- Restauration in Westdeutschland 1945–1949. Dietz Verlag, Berlin 1965 (Teilw. zugl.: Berlin, Humboldt-Univ., Diss., 1963 u.d.T.: Die antinational-restaurative Verschwörung an Rhein und Ruhr zur Verhinderung der geschichtlichen Wende in ganz Deutschland, 1945–1947).
- mit Siegfried Thomas: Die Spaltung Deutschlands 1945–1949. Dietz Verlag, Berlin 1966 (Zugl.: Berlin, Humboldt-Univ., Habil.-Schr., 1968).
- mit Siegfried Thomas: Restauration und Spaltung. Entstehung und Entwicklung der BRD 1945–1955. Pahl-Rugenstein, Köln 1975, ISBN 3-7609-0156-5.
- Restaurationsapologie und Fortschrittsverteufelung. Akademie-Verlag, Berlin 1978.
- Die DDR in der Übergangsperiode. Studien zur Vorgeschichte und Geschichte der DDR, 1945–1961. Akademie-Verlag, Berlin 1979.
- Code „Terminal“. Die Potsdamer Konferenz. (= illustrierte historische hefte, Nr. 36). VEB Deutscher Verlag der Wissenschaften, Berlin 1985, DNB 850655862.
- Friedenssicherung und deutsche Frage. Vom Untergang des „Reiches“ bis zur deutschen Zweistaatlichkeit (1943 bis 1949). Dietz Verlag, Berlin 1990, ISBN 3-320-01331-9.
- "Beratungen" bei J.W. Stalin – Neue Dokumente. In: Utopie kreativ, H. 7, März 1991, S. 99–116.
- Vom "Reich" zum doppelten Deutschland. Karl Dietz Verlag, Berlin 1999, ISBN 3-320-01978-3.
- Clash. Entscheidungsjahr 1947. Karl Dietz Verlag, Berlin 2007, ISBN 978-3-320-02117-7.
- BRD und DDR im Lichte der Befreiungsperspektiven (= „hefte zur ddr-geschichte“, Heft 143), Helle Panke, Berlin 2016

als Herausgeber
- Geschichte der Deutschen Demokratischen Republik. Deutscher Verlag der Wissenschaften, Berlin 1981.
- Wilhelm Pieck, Aufzeichnungen zur Deutschlandpolitik 1945-1953. Akademie-Verlag, Berlin 1994. ISBN 3-05-002198-5.

Aufsätze
- Deutschland 1945 – Befreiungsoptionen, in: Jahrbuch für Forschungen zur Geschichte der Arbeiterbewegung, Heft II/2015.
- "Beratungen bei J.W. Stalin" – Neue Dokumente, Zeitschrift Utopie kreativ März 1991, S. 99–116